# Samorząd gospodarczy
Samorząd gospodarczy – rodzaj samorządu obejmujący organizacje samorządowe osób prowadzących działalność gospodarczą w określonej dziedzinie gospodarki (handlu, przemysłu, rolnictwa, rzemiosła itp.).

## Definicja
W literaturze nie ustalono jednej definicji samorządu gospodarczego. Dlatego badacze posługują się definicjami opisowymi. Ich zdaniem samorząd gospodarczy zrzesza osoby połączone wspólnymi interesami gospodarczymi, prowadzące podobnego rodzaju działalność gospodarczą. Tworzy zarazem określoną zbiorowość społeczną, opartą na więzi nie tylko gospodarczej, ale i duchowej, reprezentującą w życiu społecznym wartości ekonomiczne, cywilizacyjne i moralne.
Samorząd gospodarczy obok samorządu terytorialnego, zawodowego, narodowościowego i wyznaniowego zaliczany jest do samorządu korporacyjnego, opartego na substracie osobowym (w przeciwieństwie do samorządu zakładowego, opartego na substracie majątkowym). Badacze dzielą także samorząd na terytorialny i specjalny (lub też na terytorialny i nieterytorialny), a dopiero specjalny (lub też nieterytorialny) na gospodarczy i zawodowy.
Z jednej strony można twierdzić, iż samorząd gospodarczy, to grupa społeczna wyodrębniona i określona przez obowiązujące przepisy prawa, w której członkostwo jest obligatoryjne i powstaje z mocy prawa. Powołana jest do samodzielnego wykonywania zadań administracji państwowej, w formach dla niej właściwych (np. poprzez wydawanie decyzji administracyjnych). Posiada organizację ustaloną w przepisach, o charakterze przedstawicielskim, kontrolowaną przez grupę społeczną, którą reprezentuje (np. przedsiębiorców). Podlega nadzorowi ze strony państwa, ponosi odpowiedzialność za swoje działania, a oprócz zadań zleconych wykonuje zadania własne. Co istotne posiada osobowość prawną, zarówno publicznoprawną, jak i prywatnoprawną.
Z drugiej strony samorząd gospodarczy można rozumieć jako samodzielne zarządzanie sprawami publicznymi przez wspólnotę samorządową osób fizycznych i prawnych oraz podmiotów (w tym jednostek organizacyjnych nieposiadających osobowości prawnej) prowadzących działalność gospodarczą.
Prywatnoprawna osobowość instytucji samorządu gospodarczego przejawia się w możliwości nabywania praw i zaciągania zobowiązań, pozywania i bycia pozywanym. Natomiast osobowość publicznoprawna ujawnia się w posiadaniu uprawnień władczych, władztwa administracyjnego (publicznego), czyli możliwości jednostronnego kształtowania praw i obowiązków adresatów swoich decyzji. W uproszczeniu, charakter przymusowy tych instytucji wynika z nabycia członkostwa w nich z mocy samego prawa po podjęciu określonego rodzaju działalności.
Instytucja samorządu gospodarczego cechuje się ponadto trwałością, dysponowaniem ustawowo określonymi środkami finansowymi i uprawnieniem do posługiwania się przymusem.
Jednym z zadań samorządu gospodarczego, ściślej: przemysłowo-handlowego (izb przemysłowo-handlowych, izb gospodarczych) jest prowadzenie sądownictwa arbitrażowego. Jest to działanie swoiste dla izb gospodarczych, gdyż one skupiają przedsiębiorców. Izby rzemieślnicze oraz rolnicze z zasady sądownictwa arbitrażowego nie prowadzą. Możliwe jest jednak powoływanie sądów honorowych i dyscyplinarnych przy izbach rzemieślniczych lub cechach. Dużą rolę mogą odgrywać w obrocie międzynarodowym sądy polubowne izb bilateralnych (polsko-zagranicznych lub zagraniczno-polskich). Dzięki temu kontrahenci wywodzący się z różnych państw, gdzie obowiązują odmienne reżimy prawne, mają możliwość poddania sporu niezależnej instytucji, która rozstrzyga sprawę zgodnie z uchwalonym przez siebie regulaminem, w oderwaniu od obowiązujących w obu krajach przepisów, które nierzadko mogą być nadmiernie skomplikowane. Uważa się ponadto, że postępowanie arbitrażowe izb gospodarczych jest tańsze, szybsze i bardziej fachowe od postępowania przed sądami powszechnymi. Przeszkodą w jego korzystaniu jest brak możliwości automatycznego dochodzenia zasądzonych roszczeń, gdyż wyrok sądu arbitrażowego musi być zatwierdzony przez sąd zwykły. Powoduje to, iż w praktyce zainteresowany przedsiębiorca musi dwa razy zakładać sprawę przeciwko swojemu kontrahentowi, co czyni arbitraż nieopłacalnym i przesądza o jego niepopularności w społeczeństwie.

## Samorząd gospodarczy w Polsce

### Historia
Przed II wojną światową istniały w Polsce: izby przemysłowo-handlowe, izby rolnicze oraz izby rzemieślnicze. Izby rolnicze zlikwidowano w 1946 roku, natomiast rzemieślnicze przetrwały okres PRL. Z kolei izby przemysłowo-handlowe zostały w 1950 roku zastąpione pojedynczą Polską Izbą Handlu Zagranicznego. Ponadto w okresie Polski Ludowej instytucjami samorządu gospodarczego były zrzeszenia transportu prywatnego oraz zrzeszenia prywatnego handlu i usług. Na mocy ustawy z dnia 30 maja 1989 r. o samorządzie zawodowym niektórych przedsiębiorców przekształciły się one, odpowiednio w zrzeszenia transportu oraz zrzeszenia handlu i usług. Te ostanie kontynuują na polu organizacyjnym tradycje polskich stowarzyszeń kupieckich sprzed 1939 roku i reprezentowane są na szczeblu ogólnopolskim przez Naczelną Radę Zrzeszeń Handlu i Usług, natomiast krajowa reprezentacja zrzeszeń transportu nie powstała. Reaktywowane w 1989 r. izby gospodarcze nie są prawnymi kontynuatorkami (nawet mimo tożsamych nazw, jak w przypadku chociażby Izby Przemysłowo-Handlowej w Krakowie) przedwojennych izb przemysłowo-handlowych.

### Podział samorządu gospodarczego w Polsce
Samorząd gospodarczy obejmuje:
- izby gospodarcze (samorząd przemysłowo-handlowy) – w Polsce są dobrowolne; mogą (ale nie muszą) należeć do Krajowej Izby Gospodarczej
- powołany ustawą obowiązkowy ubezpieczeniowy samorząd gospodarczy, czyli Polską Izbę Ubezpieczeń
- samorząd gospodarczy rzemiosła: skupiający w Polsce cechy, izby rzemieślnicze, Związek Rzemiosła Polskiego
- samorząd rolniczy (izby rolnicze i Krajową Radę Izb Rolniczych) zrzeszający z mocy ustawy wszystkich podatników podatku rolnego
- samorząd zawodowy niektórych przedsiębiorców (zrzeszenia handlu i usług, Naczelna Rada Zrzeszeń Handlu i Usług, zrzeszenia transportu, inne organizacje przedsiębiorców takie jak Krajowa Izba Doradców Restrukturyzacyjnych)[14]
- samorząd spółdzielczy
  - krajowe lub regionalne spółdzielcze związki rewizyjne
    - Krajowa Spółdzielcza Kasa Oszczędnościowo-Kredytowa (spółdzielnia osób prawnych na prawach przymusowego krajowego spółdzielczego związku rewizyjnego w odniesieniu do SKOK)
    - Związek Rzemiosła Polskiego (ogólnopolska reprezentacja organizacji samorządu gospodarczego rzemiosła, na prawach przymusowego krajowego spółdzielczego związku rewizyjnego w odniesieniu do spółdzielni rzemieślniczych[15], a także ogólnopolskiej organizacji pracodawców o charakterze ponadbranżowym[16])

  - Krajowa Rada Spółdzielcza

Niekiedy do samorządu gospodarczego zaliczane bywają błędnie również organizacje pracodawców, pomimo iż nie każdy pracodawca jest przedsiębiorcą i vice versa. Z kolei niektóre poglądy w doktrynie prawa przyjmują zaostrzone kryteria kwalifikujące organizacje do kategorii samorządu gospodarczego w Polsce, w konsekwencji zaliczając do niego tylko te odznaczające się obligatoryjną przynależnością (tj. izby rolnicze, Polską Izbę Ubezpieczeń oraz samorząd spółdzielczy, podczas gdy przynależność do izb gospodarczych, organizacji samorządu gospodarczego rzemiosła oraz samorządu zawodowego niektórych przedsiębiorców jest dobrowolna, przy czym w przypadku samorządu rzemiosła niezrzeszeni w nim rzemieślnicy nie mają uprawnień do kształcenia uczniów) lub tylko te mające charakter publicznoprawny (tj. Polską Izbę Ubezpieczeń oraz Krajową Radę Spółdzielczą, podczas gdy organizacje samorządu gospodarczego rzemiosła, samorządu zawodowego niektórych przedsiębiorców oraz izby gospodarcze i rolnicze są organizacjami prywatnoprawnymi podlegającymi rejestracji w Krajowym Rejestrze Sądowym).

### Badania nad samorządem gospodarczym w Polsce
Pionierem badań nad samorządem gospodarczym w Polsce po 1989 roku był prof. Stanisław Wykrętowicz. Był twórcą poznańskiego środowiska badaczy samorządu gospodarczego. Pod jego kierunkiem rozprawy doktorskie przygotowali między innymi: Sławomir Cyganek (Izby przemysłowo-handlowe jako forma samorządu gospodarczego w Niemczech i w Polsce), Mirosław Grzelak (Izba Przemysłowo-Handlowa w Poznaniu jako forma samorządu gospodarczego), Robert Kmieciak (Wielkopolska Izba Rolnicza jako forma samorządu zawodowego i gospodarczego), Eugeniusz Zieliński (Rola samorządu gospodarczego w kształtowaniu środowiska społecznego przedsiębiorców na przykładzie IPH w Gdyni). Do tego środowiska przynależy Katarzyna Walkowiak (Rola izb rolniczych w rozwoju wsi i rolnictwa w Polsce). Badania prof. Wykrętowicza kontynuowali doktoranci prof. Roberta Kmieciaka: Paweł Antkowiak i Marta Balcerek.
Inny ośrodek badawczy tworzyła powstała w 2011 roku Pracownia Badań nad Samorządami, skupiająca swoje zainteresowania przede wszystkim na dziejach samorządu gospodarczego na ziemiach polskich w XIX i XX wieku. W 2014 roku na jej bazie powstała sieć badawcza Public Administration & Local Government Research Network.

## Samorząd gospodarczy w Niemczech
W Niemczech instytucje samorządu gospodarczego są zaliczane do korporacji samorządowych (Selbstverwaltungskörperschaften) – korporacji prawa publicznego (Körperschaften des öffentlichen Rechts), w tym korporacji osobowych (Personalkörperschaften) oraz korporacji stanu zawodowego (Berufsständische Körperschaften), a ściślej publiczno-prawnych korporacji stanu zawodowego (Berufsständische Körperschaften des öffentlichen Rechts). Samorząd gospodarczy (Wirtschaftliche Selbstverwaltung) – jak w Polsce – jest odróżniany od samorządu zawodowego.
Do korporacji samorządu gospodarczego zalicza się analogicznie jak w Polsce:
- izby przemysłowo-handlowe (Industrie- und Handelskammer),
- izby rolnicze (Landwirtschaftskammer),
- izby rzemieślnicze (Handwerkskammer).

W przeciwieństwie do Polski, izby przemysłowo-handlowe (odpowiednik polskich izb gospodarczych) oraz izby rzemieślnicze posiadają podmiotowość publiczno-prawną, obligatoryjne członkostwo i władztwo administracyjne. Są więc podmiotami zdecentralizowanej administracji publicznej. Ustrój izb przemysłowo-handlowych został uregulowany w federalnej ustawie z dnia 18 grudnia 1956 r. Natomiast organizacja izb rolniczych jest zależna od ustawodawstwa krajowego i każdy land posiada własne regulacje prawne na tym obszarze.